# کنیسای ربیع‌زاده
کنیسه ربیع‌زاده کنیسه‌ای وابسته به انجمن یهودیان شیراز واقع در کوچه نوبهار (گذر ادیان) است. این کنیسه معروف‌ترین و اصلی‌ترین کنیسه یهودیان شیراز به شمار می‌رود. ساختمان کنیسه دو طبقه است که طبقه نخست آن محل برگزاری آیین‌های یهودی‌ست.

## پیشینه
کنیسه ربیع‌زاده در دهه ۱۳۳۰ با حمایت مالی آقای ربیع‌زاده برای جامعه یهودیان شیراز بنیانگذاری شد و هم‌اینک به انجمن یهودیان شیراز تعلق دارد.